# Дімітрі Татанашвілі
Дімітрі Татанашвілі (груз. დიმიტრი ტატანაშვილი, нар. 19 жовтня 1983, Тбілісі) — грузинський футболіст, нападник «Шукури».

## Клубна кар'єра
Народився 19 жовтня 1983 року в місті Тбілісі. Вихованець юнацьких команд футбольних клубів «Динамо» (Тбілісі) та «Олімпікі» (Тбілісі).
У дорослому футболі дебютував 1999 року виступами за «Олімпікі», взявши участь у 16 матчах чемпіонату.
Своєю грою за цю команду привернув увагу представників тренерського штабу клубу «Спартак» (Тбілісі), до складу якого приєднався 2002 року. Відіграв за тбіліських спартаківців наступні три сезони своєї ігрової кар'єри. Більшість часу, проведеного у складі тбіліського «Спартака», був основним гравцем атакувальної ланки команди і одним з головних бомбардирів команди, маючи середню результативність на рівні 0,36 голу за гру першості.
Влітку 2005 року уклав контракт з клубом «Амері» (Тбілісі), у складі якого провів наступні три роки своєї кар'єри гравця. В новому клубі був серед найкращих голеодорів, відзначаючись забитим голом в середньому щонайменше у кожній третій грі чемпіонату і допоміг команді по два рази стати володарем Кубка Грузії та Суперкубка Грузії.
З 2008 року виступав у Чехії, провівши по сезону у «Вікторії» (Пльзень) та «Кладно» (на правах оренди).
В кінці серпня 2010 року підписав контракт з «Металургом» (Запоріжжя). 29 серпня Татанашвілі дебютував у Прем'єр-лізі в домашньому матчі проти «Металіста» (0:2), замінивши на 56 хвилині Андерсона Рібейро. Всього до кінця року зіграв за запоріжців 10 матчів у чемпіонаті (1 гол) і три у національному кубку (1 гол).
В січні 2011 року повернувся на батьківщину, підписавши контракт з «Динамо» (Тбілісі), де дограв сезон, після чого перейшов у «Металург» (Руставі), де провів ще півтора року.
На початку 2013 року знову став гравцем «Динамо» (Тбілісі), якому у тому ж сезоні допоміг виграти «золотий дубль», але влітку перейшов до клубу «Чихура», з яким виграв перший трофей в історії — Суперкубок Грузії, здолавши своїх колишніх партнерів.
Другу половину сезону 2013/14 провів у «Зестафоні», після чого ще рік грав за «Динамо» (Батумі).
В серпні 2015 року став гравцем «Сіоні».

## Виступи за збірну
8 вересня 2007 року дебютував в офіційних іграх у складі національної збірної Грузії в матчі відбору на Євро-2008 проти збірної України (1:1), вийшовши на заміну на 79 хвилині замість Зураба Ментешашвілі. Через три дні провів усі 90 хвилин в товариському матчі проти збірної Азербайджану (1:1), в якій забив гол. Після цього за головну команду більше не виступав.

## Титули і досягнення
- Чемпіон Грузії (2):

«Динамо» (Тбілісі): 2012-13
«Сабуртало»: 2018
- Володар Кубка Грузії (4):

«Амері» (Тбілісі): 2005-06, 2006-07
«Динамо» (Тбілісі): 2012-13
«Чихура»: 2017
- Володар Суперкубка Грузії (3):

«Амері» (Тбілісі): 2006, 2007
«Чихура»: 2013